# Nicolò Alemanni
Nicolò Alemanni, noto anche come Niccolò Alamanni (Ancona, 12 gennaio 1583 – Roma, 25 luglio 1626), è stato un antiquario, bibliotecario e presbitero italiano.

## Biografia
Nicolò Alemanno o Alamanni discendeva da una famiglia di origini greche, proveniente da Andro. Fu educato a Roma al Collegio Greco, che era stato fondato da Gregorio XIII e che aveva sede presso la Chiesa di Sant'Atanasio, in via del Babuino, ma fu ordinato diacono e prete secondo il rito latino.
Nonostante ciò insegnò latino e greco nel Collegio Greco. Insegnò poi greco al cardinale bibliotecario Scipione Cobelluzzi, che lo consigliò per il ruolo di segretario al cardinale Scipione Borghese. Nel 1614 divenne primo custode della Biblioteca vaticana. 
Urbano VIII, per i lavori di scavo per la posa delle colonne del baldacchino di san Pietro, chiese un suo parere sui pericoli che potesse correre la confessione di San Pietro. Fu quindi incaricato di assistere ai lavori, ma fu colpito, assieme ad altri da una febbre che ne provocò la morte.

## Opere
Scrisse un Syntagma de Lateranensibus parietibus (Roma, 1625) in occasione del restauro di San Giovanni in Laterano promossa dal suo patroni, il Cardinal Borghese. Scrisse anche dissertazione sull'importanza della posizione a destra o a sinistra di san Paolo rispetto a san Pietro in alcune antiche monete papali, De dextrae laevaeque manus praerogativa ex antiquis Pontificum nummis Paulum Petro apostolo anteponentibus. 
È soprattutto noto, nella letteratura classica, per aver ritrovato e editato due manoscritti degli Anecdota, o Storia segreta di Procopio di Cesarea. Il lavoro fu criticato violentemente fuori Italia, per l'attacco che portava alla figura di Giustiniano.